# Stadtgalerie Saarbrücken
Die Stadtgalerie Saarbrücken ist eine Galerie für zeitgenössische Kunst in Saarbrücken. Träger ist die Landeshauptstadt Saarbrücken.

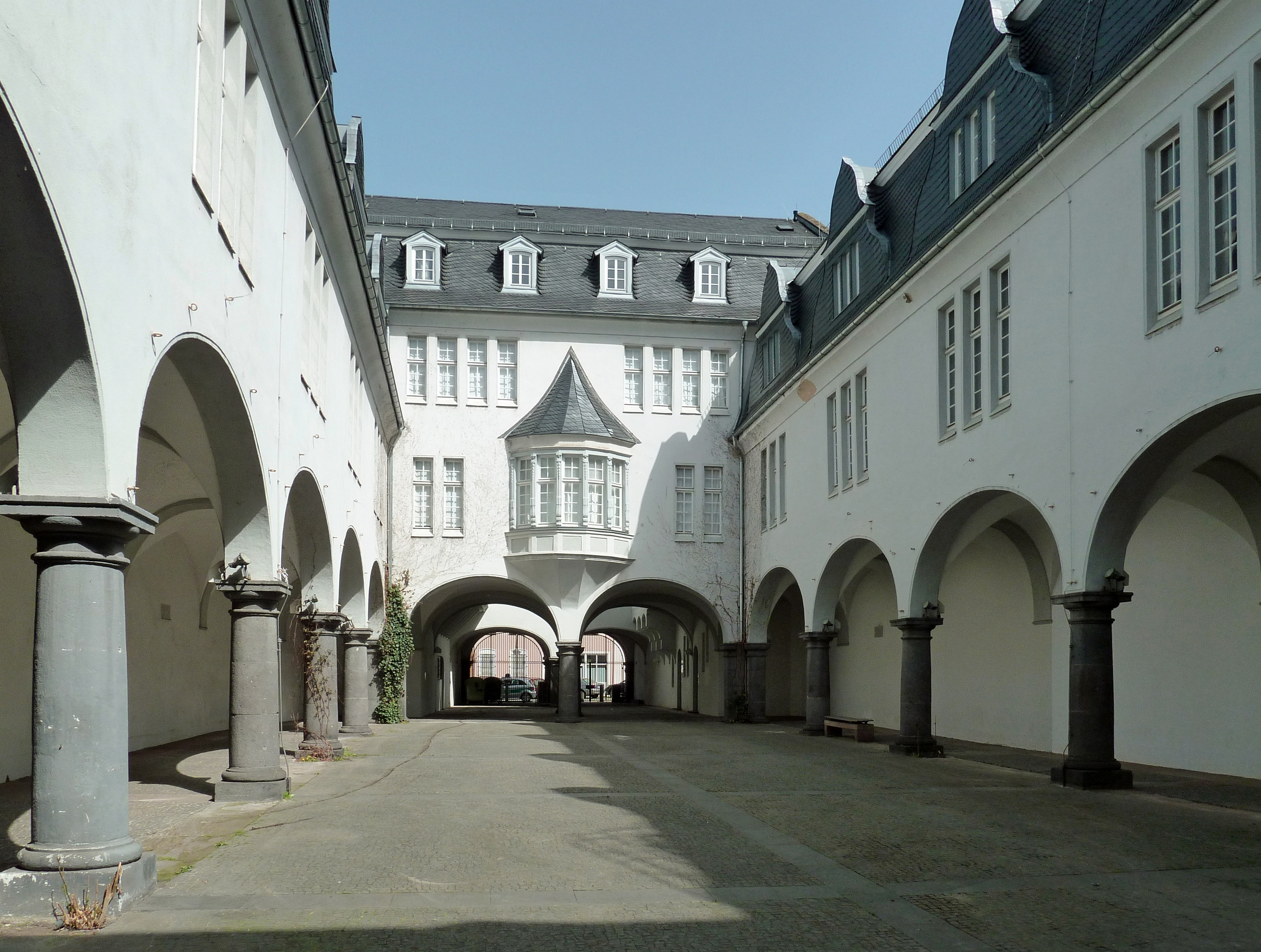
Stadtgalerie mit Innenhof (Richard-Wenzel-Platz) (2011)

## Geschichte
Die Stadtgalerie Saarbrücken wurde 1985 in der Trägerschaft der Stadt Saarbrücken gegründet nach dem Konzept von Bernd Schulz, der die Galerie bis 2002 leitete. 1994 ging die Trägerschaft in die Stiftung Saarländischer Kulturbesitz über. 2003 übernahm Ernest W. Uthemann die Leitung. Ab 2012 wurde die Landeshauptstadt Saarbrücken wieder Träger des Museums unter der Leitung der promovierten Stuttgarter Kunsthistorikerin Andrea Jahn.
Der Ausstellungsschwerpunkt lag von Beginn an bei der Gegenwartskunst. Einen überregional anerkannten Ruf erwarb sie sich durch Ausstellungen von Klangkunst. Es fanden überdies Konzerte mit überwiegend zeitgenössischer Musik sowie freier improvisierter Musik statt, die teilweise vom Saarländischen Rundfunk mitgeschnitten wurden. Aktuell finden im Veranstaltungsraum der Stadtgalerie und in ihrem Innenhof im Rahmen der Sommermusik und anderer Veranstaltungen wie dem Altstadtfest Konzerte statt. In Kooperation mit der Hochschule der Bildenden Künste Saar wird die Reihe „Statements“ mit Absolventen der Hochschule der Bildenden Künste Saar realisiert. Der Künstleraustausch artmix findet seit 2015 ebenfalls in der Stadtgalerie statt. Mit Führungen, Workshops und Vorträgen bietet sie darüber hinaus ein umfangreiches Vermittlungsprogramm an.
Am 30. November 2012 fand unter der neuen Leiterin Andrea Jahn die Wiedereröffnung statt. Die Kunsthistorikerin ist bekannt für Ausstellungen zur aktuellen Kunst wie Performance-, Installations- und Videokunst. So bestimmt seit der Wiedereröffnung ein international besetztes Programm junger, zeitgenössischer Positionen das Profil der Stadtgalerie Saarbrücken. Dieses wird mit Konzeptkünstlern wie Pablo Wendel, Delphine Reist und Laurent Faulon, Video- und Performancekünstlerinnen wie Anahita Razmi, Pia Maria Martin oder Nezaket Ekici, Themenausstellungen wie der NEON-Ausstellung oder aufwändigen Rauminstallationen wie Chiharu Shiotas „Seven Dresses“ umgesetzt. Die Stadtgalerie ist ein „permanentes Labor“ mit einem klaren Bekenntnis zu ortsbezogenen, installativen und experimentellen künstlerischen Positionen. Einige Künstler realisierten demgemäß Installationen vor Ort und auch der Innenhof der Stadtgalerie wird weiterhin regelmäßig als Ausstellungsraum genutzt. Am 1. April 2021 übernahm Katharina Ritter die Leitung der Stadtgalerie.

## Das Gebäude
Das denkmalgeschützte Gebäude am St. Johanner Markt 24 wurde im 18. Jahrhundert als Wohnhaus erbaut. Nach dieser Zeit befanden sich das Gasthaus Zum Bären, das Hotel Guépratte und danach der Kaiserhof darin. Nach einem Umbau 1904 durch den Architekten Gustav Schmoll war hier eine Markthalle zu finden und ab 1908 das Saarmuseum. 1924 folgte das Heimatmuseum der Stadt Saarbrücken und ab 1937 war der Name Saarland-Museum. Der Innenhof wurde 1954 nach Richard Wenzel (1889–1934) benannt, dem Vorsitzenden der ersten saarländischen Künstlervereinigung.

## Einzelausstellungen (Auswahl)
- 1993: Ulrich Eller
- 1995: Jean-Luc Vilmouth
- 1996: Miriam Cahn
- 1998: Robert Hammerstiel
- 2001: Stoll & Wachall
- 2004: Lucie Beppler
- 2006–2007: Eberhard Bosslet
- 2010: Hannes Woidich
- 2013: Pia Maria Martin
- 2013: Andy Spyra
- 2014: Gabriela Oberkofler
- 2014: Marek Brandt
- 2015: Chiharu Shiota
- 2017: Paul Morrison
- 2019: Christina Kubisch
- 2021: Natascha Sadr Haghighian